# Boles Acres (Nuevo México)
Boles Acres es un lugar designado por el censo ubicado en el condado de Otero en el estado estadounidense de Nuevo México. En el Censo de 2010 tenía una población de 1638 habitantes y una densidad poblacional de 51,98 personas por km².

## Geografía
Boles Acres se encuentra ubicado en las coordenadas 32°48′45″N 105°59′24″O / 32.81250, -105.99000. Según la Oficina del Censo de los Estados Unidos, Boles Acres tiene una superficie total de 31.51 km², de la cual 31.51 km² corresponden a tierra firme y (0.01%) 0 km² es agua.

## Demografía
Según el censo de 2010, había 1638 personas residiendo en Boles Acres. La densidad de población era de 51,98 hab./km². De los 1638 habitantes, Boles Acres estaba compuesto por el 86.45% blancos, el 0.98% eran afroamericanos, el 0.67% eran amerindios, el 1.53% eran asiáticos, el 0.06% eran isleños del Pacífico, el 6.72% eran de otras razas y el 3.6% pertenecían a dos o más razas. Del total de la población el 19.41% eran hispanos o latinos de cualquier raza.